# Philodendron pedunculum
Philodendron pedunculum är en kallaväxtart som beskrevs av Thomas Bernard Croat och Michael Howard Grayum. Philodendron pedunculum ingår i släktet Philodendron och familjen kallaväxter. Inga underarter finns listade.